# Peter Mayr

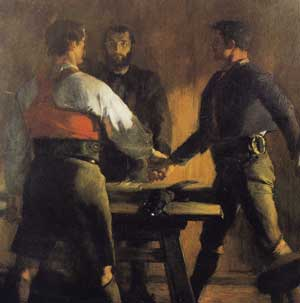
El jurament dels tres

Peter Mayr (Ritten, 15 d'agost de 1767- Bozen, 28 de febrer de 1810) fou un patriota sudtirolès, fill d'un agricultor, regentava una posada a Klausen. El 3 d'abril de 1797 fou cap dels schützen de Ritten s'enfrontaren a Napoleó Bonaparte, i es retiraren a Bozen. El 1804 treballava a un hostal a Meran, on hi organitzava reunions conspiratòries contra Napoleó. El 1807 s'uní als Bauernkonvent d'Andreas Hofer, amb qui organitzà la insurrecció del Tirol. El 25-29 de maig de 1809 dirigí les tropes tiroleses a Pfeffersberger i defensà Brixen. Després de la treva de Znaim (12 juliol), les tropes austríaques es retiraren del Tirol. Aleshores es juramentà amb Peter Kemenater i Martin Schenck a Brixen (jurament dels tres o Dreischwur).
L'agost va desplegar els seus schützen sobre Pustertal i amb Josef Speckbacher s'enfrontà al francès François-Joseph Lefebrvre, però no va poder impedir que entrés a Sterzing el 6 d'agost amb 7.000 i es replegà a Innsbruck. A la tercera batalla de Bergisel (13 d'agost) comandà totes les tropes tiroleses. Però la pau de Schönbrunn (14 d'octubre) atorgà el Tirol al regne de Baviera i s'oferí una amnistia. No l'acceptà i el 5 de novembre oferí batalla a Stenach del Brenner, i amb Hofer, que havia reprès la lluita pressionat per Joachim Haspinger, es replegaren per Sarntal i intentaren ocupar Brixen, però fracassaren. Aleshores va fugir però fou capturat el 10 de febrer de 1810 amb Andreas Hofer. El 14 de febrer fou condemnat a mort. El general francès Louis Baraguey d'Hilliers li oferí la possibilitat de salvar-se si afirmava públicament no haver dut armes públicament el dia de la proclama del virrei Eugène de Beauharnais, però es va negar a salvar-se amb una mentida. Fou afusellat a Bozen el mateix dia que Hofer ho era a Talvera i el seu cos enterrat al cementiri local.